# 失恋博物館
失恋博物館（しつれんはくぶつかん、クロアチア語: Muzej prekinutih veza、英語: The Museum of Broken Relationships）は、クロアチア・ザグレブに所在する失恋をテーマにした博物館。別れた恋人が残していった私物が、簡単な説明文とともに展示されている。
博物館は、寄付された私物の移動展示として始まり、その後ザグレブで固定展示されるようになった。2011年にはケネス・ハドソン賞を受賞している。
2017年には来場者が10万人を超え、クロアチアで11番目に来場者が多い博物館となった。
2018年には東京で移動展示を行っている。

## 歴史
ザグレブを拠点とした芸術家2人のカップル、映画監督のオリンカ・ヴィシュティツァ（Olinka Vištica）と彫刻家のドラジェン・グルビシチ（Dražen Grubišić）によって設立された。4年間の交際が2003年に終わった際、2人は「恋人が残した私物を収容する博物館を作ろう」という冗談をかわした。3年後、グルビシチはこのアイデアを真剣に実現しようとヴィシュティツァに連絡をとり、友人に元恋人が残していったものの寄付を乞い始め、コレクションが生まれた。コレクションは2006年にクロアチア科学芸術アカデミーの美術館において、第41回ザグレブサロンの展示作品として初めて公衆に展示された。

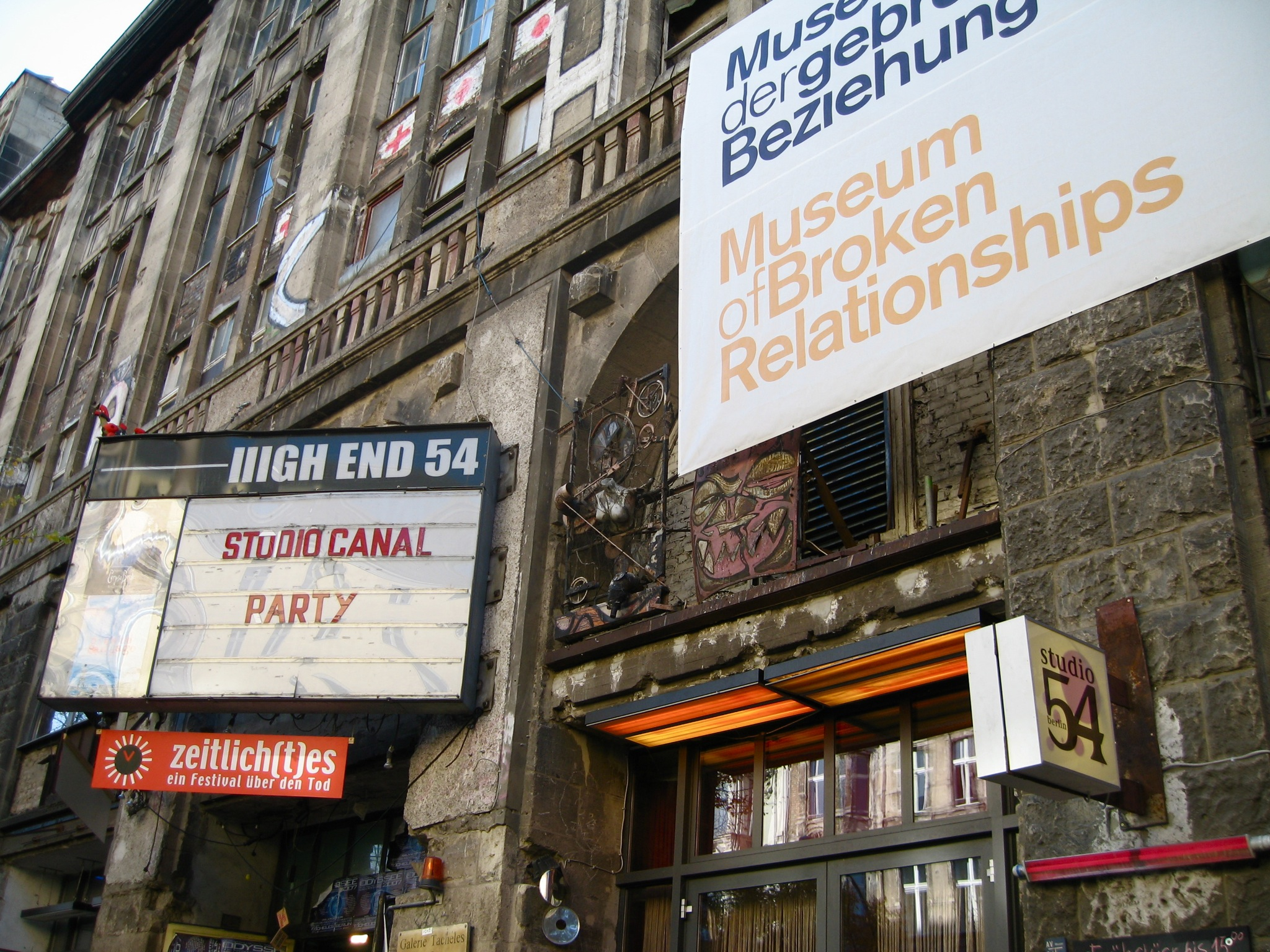
クンストハウス・タヘレスにより主催された移動展示は、ベルリンの博物館ファンの間で話題になった。

その後コレクションは全世界で移動展示が行われ、アルゼンチン、ボスニア・ヘルツェゴビナ、ドイツ、マケドニア、フィリピン、セルビア、シンガポール、スロベニア、南アフリカ、トルコ、イギリスで展示が行われた。2006年から2010年にかけて、20万人以上が移動展示に来場した。移動展示中にコレクションを寄贈する来場者もおり、ベルリン展示の際には市民から30以上のコレクションが寄贈された。
移動展示中、ヴィシュティツァとグルビシチはクロアチア文化省に一時的な展示場所を提供するよう働きかけたが失敗したため、2人は自費でザグレブのグラデツに300平方メートルのスペースを借り、市内で初めての私設博物館とすることにした。最終的に博物館は2010年10月にオープンし、その奇抜なテーマや、市内の他の博物館とは異なり毎日開館していることから、特に外国人観光客に人気を博している。

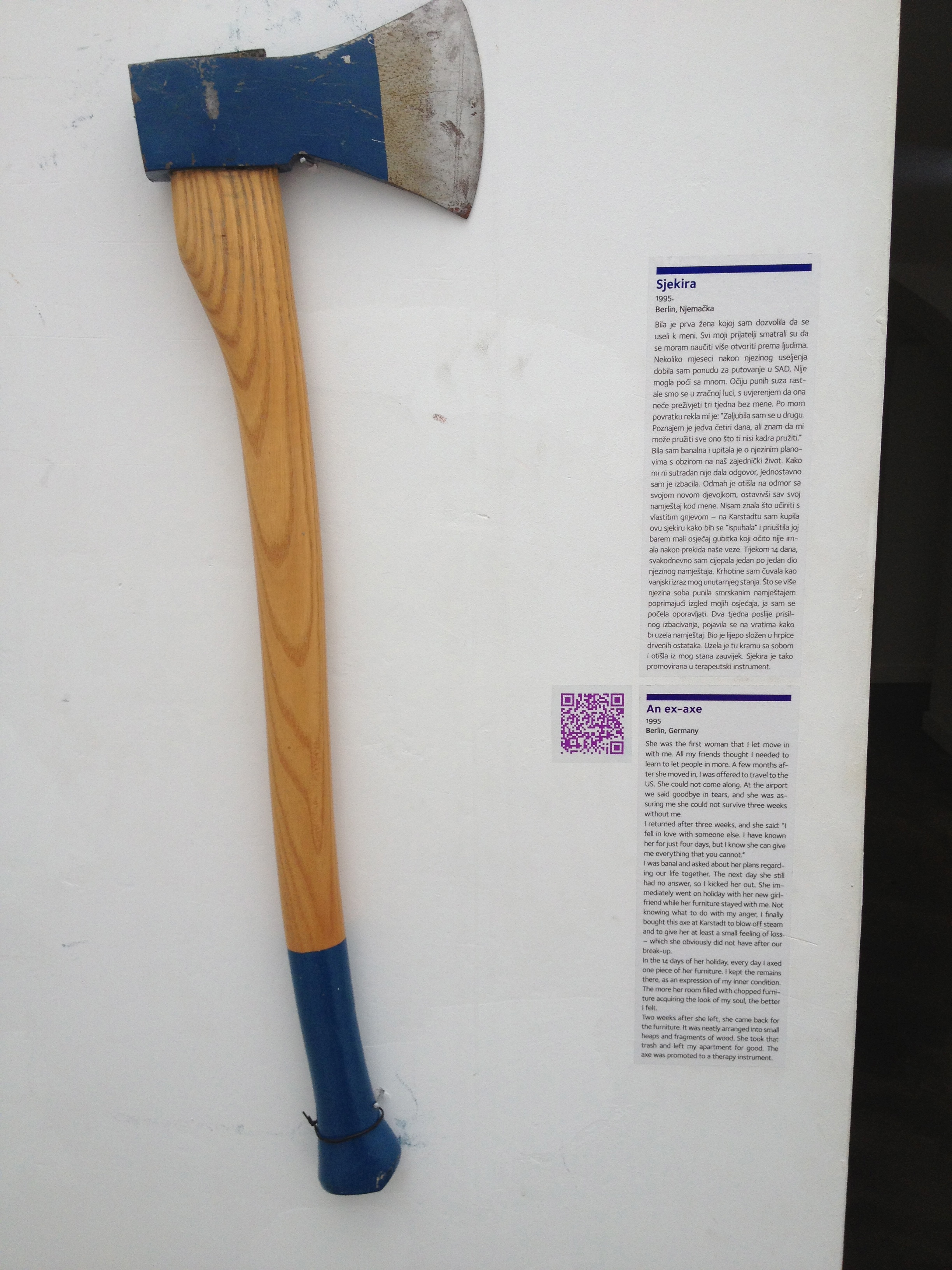
「元斧（ex-axe）」と題されたこの展示品はベルリンの男性から寄付された。彼は浮気された苛立ちから、元交際相手の家具をこの斧で叩き切ったという。説明文には「去ってから2週間後、彼女は家具を取りに戻ってきた。家具は既に木片の小さな山にアレンジしてあったが、彼女はそのゴミを持っていって、二度と帰ってこなかった。そして、この斧は治療器具に昇格したのだ。」と書かれている。

2011年5月、博物館はヨーロッパ博物館フォーラムからケネス・ハドソン賞を受賞した。この賞は「社会における博物館の役割の常識を覆すような、最も珍しく、大胆で、もしかしたら議論を呼ぶかもしれない業績を示した博物館、人物、プロジェクト、団体」に贈られる賞で、「成功した博物館の基本的要素としての公共的品質と革新性の重要性」を評価するものである。フォーラムの審査委員会はこの博物館を以下のように評価している:。

## コンセプト
失恋博物館は、創設者によって「物（最も広義には、すなわち物質全体）が統合された場（記憶や感情の「ホログラム」）を持っているという（科学的）推定から出発し、失恋についての物質的・非物質的な遺産を保存するために、『安全な記憶』や『保護された記憶』の空間を作ろうと意図されたレイアウトをもつ、芸術的コンセプトである」と説明されている。
プロジェクトは以下の通り区分されている。
- 遺品展示 - 写真、手紙、メッセージなどの物品や文書。展示品には、匿名の寄贈者による日付・場所などの注釈が添えられている[17][18]。物理的なスペースの制約から、古い展示物はアーカイブされ、バーチャル展示されることがある。
- バーチャルウェブ展示  - 画像や文書をアップロードすることで、展示品を寄贈することができる。寄贈者は自身の寄贈品を他の利用者に公開するかどうか選択することができる。
- 告解場 - 来場者が制限された親密な空間の中で、自分の物品やメッセージを保管したり、告白を記録したりできる相互交流スペース。

## 移動展示
現在までに、以下の都市で移動展示が行われた。
- スプリト（2006年）
- リュブリャナ（2006年）
- マリボル（2007年）
- サラエヴォ（2007年）
- スコピエ（2007年・2018年）
- プーラ（2008年）
- ベルグラード（2008年）
- リエカ（2008年）
- ニトラ（2008年）
- サンフランシスコ（2009年・2015年）
- シンガポール（2009年）
- キルケニー（2009年）
- マニラ（2009年）
- ケープタウン（2009年）
- ベルリン（2010年）
- イスタンブール（2010年・2017年）
- ブルーミントン（2010年）
- セントルイス （2011年）
- ブエノスアイレス（2011年）
- ヒューストン（2011年）
- ロンドン（2011年・2014年）
- スリーフォード（英語版）（2012年）
- パリ（2012年・2013年）
- ボルダー（2013年）
- 台北（2013年・2014年）
- アムステルダム（2014年）
- メキシコシティ（2013年）
- ブリュッセル（2014年）
- バーゼル（2015年）
- モンス（2015年）
- ホワイトホース（2015年）
- ボイシ（2016年）
- ヘルシンキ（2016年）
- 済州（2016年）
- ケルン（2016年）
- コペンハーゲン（2017年）
- ハイデルベルグ（2017年）
- ニューヨーク（2017年）
- 東京（2018年）
- プリシュティナ（2018年）
- 上海（2018年）
- アルタ（2018年）
- トビリシ（2019年）
- トロント（2019年）
- メルボルン（2019年）
- ダニーデン（2020年）
- ヨーク（2020年）
- ブカレスト（2020年）
- アヴェイロ（2021年）

## ロサンゼルス失恋博物館
2016年にザグレブの本館に加え、アメリカ合衆国・ロサンゼルスに失恋博物館の第2館がオープンした。
著名な弁護士であるジョン・B・クインがザグレブ滞在中に失恋博物館を訪れ、その展示を大変気に入ったため、創設者と関係を結んだ。ロサンゼルス失恋博物館は2016年6月4日に、アレクシス・ハイド館長の下でハリウッドの中心部にオープンした。展示面積は約1000平方メートルほどであり、ほとんどの展示品はロサンゼルスで収集され、ザグレブから移管されたものはわずかだった。ロサンゼルス館は新しい展示場所を探し、2017年11月現在閉鎖されている。